# Piestrzenica kasztanowata

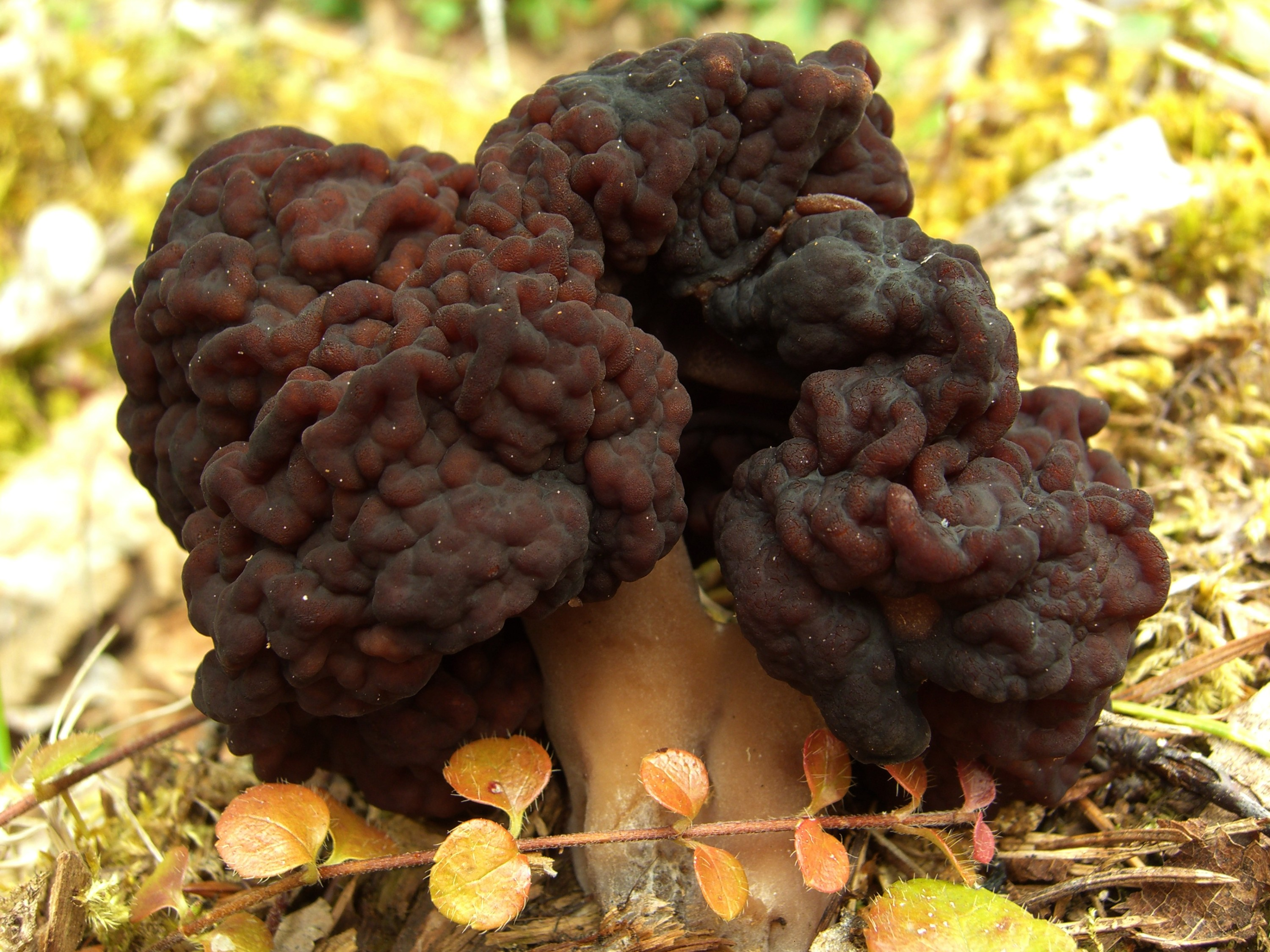

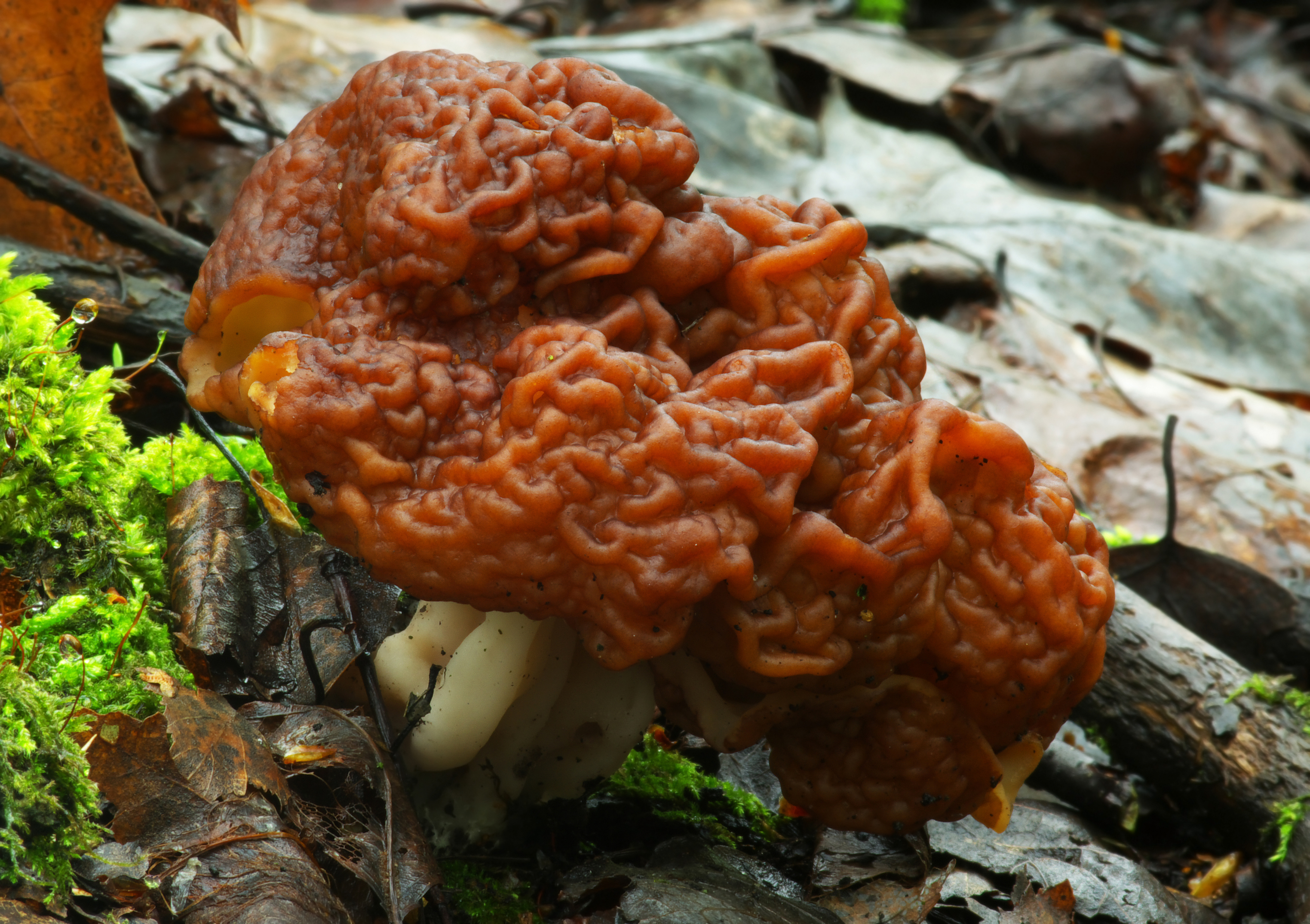

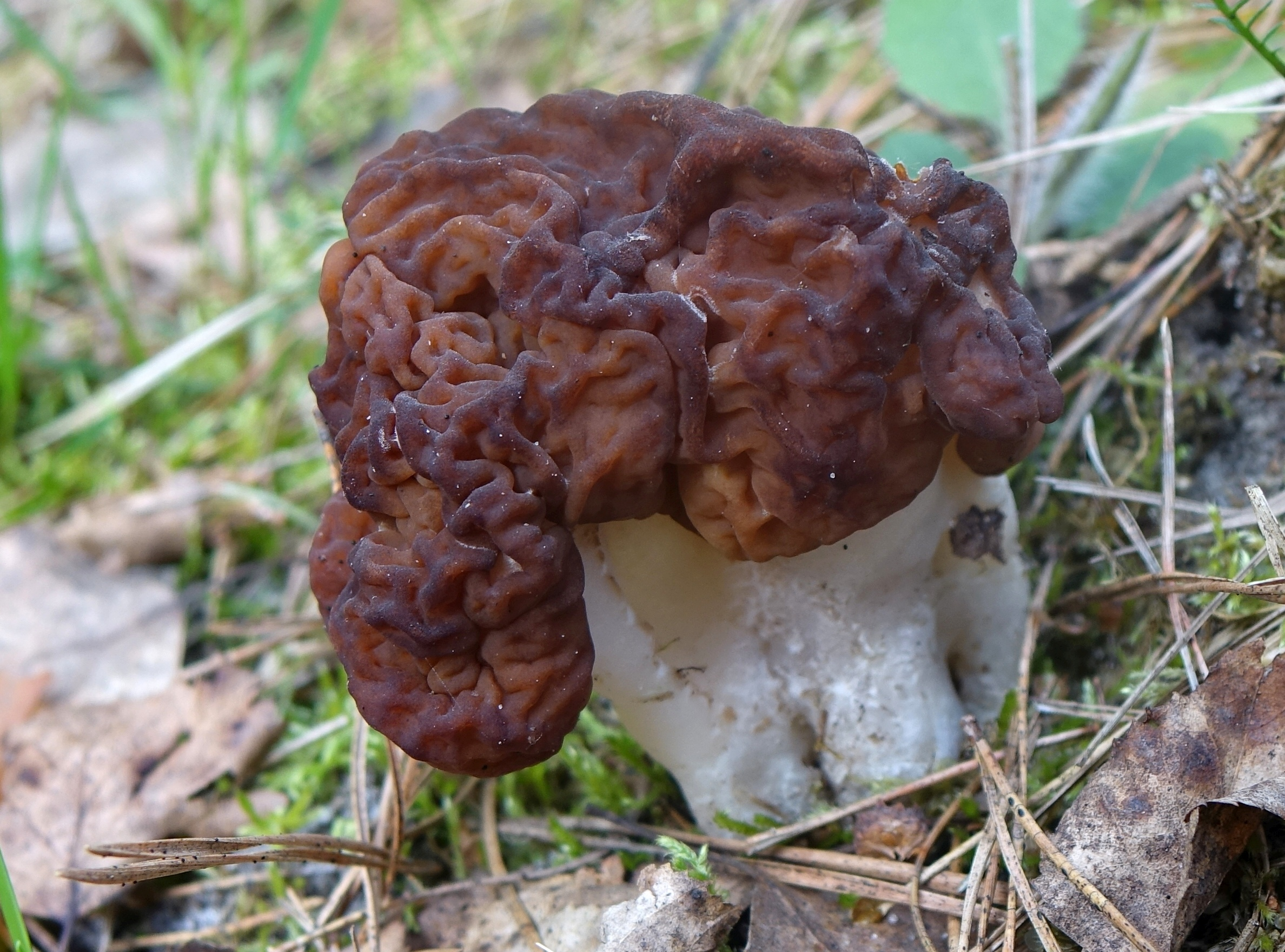

Piestrzenica kasztanowata Gyromitra esculenta (Pers.) Fr. – gatunek grzybów z rodziny krążkownicowatych (Discinaceae).

## Systematyka i nazewnictwo
Pozycja w klasyfikacji według Index Fungorum: Gyromitra, Discinaceae, Pezizales, Pezizomycetidae, Pezizomycetes, Pezizomycotina, Ascomycota, Fungi.
Po raz pierwszy takson ten zdiagnozował w 1800 r. Christian Hendrik Persoon nadając mu nazwę Helvella esculenta. Obecną, uznaną przez Index Fungorum nazwę nadał mu w 1849 r. Elias Fries, przenosząc go do rodzaju Gyromitra.
Synonimy nazwy naukowej:
- Gyromitra esculenta var. alba Pilát 1951
- Gyromitra esculenta var. aurantiaca Benedix 1969
- Gyromitra esculenta var. crispa Peck 1898
- Gyromitra esculenta (Pers.) Fr., Summa veg. Scand. 1849, var. esculenta
- Gyromitra esculenta var. fragilis A. Marchand 1971
- Gyromitra esculenta var. fulva J. Moravec 1986
- Helvella esculenta Pers. 1800
- Physomitra esculenta (Pers.) Boud. 1907

## Morfologia
Owocniki
Przypominają pokrojem podstawczaki. Składają się z główki i trzonu, wewnątrz są puste.
Główka
Wysokość 5–12 cm, szerokość 5–15 cm. Kształt nieregularnie kulista, silnie mózgowato pofałdowany. W środku główka jest pusta i poprzerastana, kremowa. Powierzchnia ma barwę od żółtobrązowej przez brązową do kasztanowobrązowej, a nawet czarnobrązowej. Warstwa hymenialna znajduje się na zewnętrznej powierzchni główki.
Trzon
Krótki, nieregularny, brudnobiały, w dolnej części nieco zgrubiały. Na całej powierzchni ma nieregularne wgłębienia. U młodych okazów jest pełny, u starszych pusty w środku. Początkowo jest białawy, z czasem nabiera fioletowoczerwonego odcienia.
Miąższ
Chrząstkowaty, łamliwy, o niewyraźnym zapachu. Jest białawy i bardzo kruchy.
Cechy mikroskopowe
Wysyp zarodników białawy. Zarodniki o kształcie od wrzecionowatego do elipsoidalnego, bezbarwne, gładkie, o rozmiarach 19–28 × 10–13 μm. Wewnątrz zawierają zazwyczaj liczne, drobne gutule. Worki 8-zarodnikowe. Czerwonawe lub czerwono-pomarańczowe wstawki o szerokości 4–10 μm, zazwyczaj splątane z sobą.
Gatunki podobne
Bardzo podobna jest piestrzenica olbrzymia (Gyromitra gigas). Jest rzadsza, wytwarza większe owocniki, o innym kształcie główki i zazwyczaj jaśniej ubarwione. Dodatkowo różnią się środowiskiem występowania: piestrzenica olbrzymia wyrasta w lasach liściastych i świerkowych. Podobnym gatunkiem jest również piestrzenica wzniesiona (Gyromitra fastigiata). Ma kolor podobny do piestrzenicy olbrzymiej, jednak jest bardziej wysmukła, a jej główka ma kształt powyginanego dysku. Występuje na glebach wapiennych na rozkładającym się drewnie liściastym, głównie buka. Jest najrzadsza z tych 3 gatunków, w Polsce objęta ochroną częściową. Trzeba jednak pamiętać, że owocniki piestrzenicy olbrzymiej nie są od razu duże, a piestrzenica kasztanowata miewa dość jasne barwy, dlatego zbieranie piestrzenic odradza się nowicjuszom.
Przez niedoświadczonych grzybiarzy bywa mylona także ze smardzem jadalnym (Morchella esculenta).

## Występowanie i siedlisko
W Europie występuje tylko w niektórych regionach, w innych brak jej w ogóle. W Polsce występuje na terenie całego kraju z wyjątkiem wyższych partii gór i jest dość częsta.
Naziemny grzyb saprotroficzny. Owocniki pojawiają się od marca do maja, w lasach sosnowych, często na zrębach i piaszczystych glebach. Często spotykana jest w miejscach, w których został naruszony grunt, takich jak otwory, brzegi potoków, zorana w lesie ziemia, miejsca w lesie o poruszonej ściółce podczas wycinki i ściągania drzewa itp.

## Znaczenie
Kulinarne
Grzyb trujący, często mylony ze smardzem. Zawiera lotną substancję toksyczną – gyromitrynę, która powoduje zaburzenia żołądkowo-jelitowe, uszkodzenia wątroby, śledziony, nerek, szpiku kostnego i wzroku.
Przymiotnik gatunkowy esculenta w języku łacińskim oznacza jadalny. Dawniej piestrzenica masowo była sprzedawana na straganach i spożywana. Gdy ustalono, że była przyczyną zatruć, zakazano jej sprzedaży. Piestrzenicę kasztanowatą można odtruć przez suszenie lub długotrwale gotowanie. Ponieważ jednak trudno ustalić po jakim czasie obróbki termicznej gyromitryna traci swoje trujące własności, w większości krajów Europy jest uważana za grzyb trujący i nie jest dopuszczona do obrotu handlowego. Jedynie w Finlandii jej susz jest dopuszczony do spożycia.
Okazy piestrzenicy w różnych regionach świata i w różnych siedliskach znacznie różnią się zawartością gyromitryny. Udało się wyizolować szczepy o niskiej zawartości tej substancji, przy tym można je uprawiać. Istnieje zatem możliwość przyszłych badań w zakresie uprawy jeszcze bezpieczniejszych szczepów tego gatunku.
Filatelistyka
Piestrzenica kasztanowata znalazła się na przywieszce znaczka pocztowego wyemitowanego przez Pocztę Polską 31 sierpnia 2012 r. z przedstawieniem smardza jadalnego, z którym grzyb bywa mylony. Znaczek o nominale 1,95 zł wydany został w serii Grzyby w polskich lasach. Wydrukowano 300 000 sztuk, techniką offsetową, na papierze fluorescencyjnym. Autorem projektu znaczka była Marzanna Dąbrowska.